# Lukî, Nedrîhailiv
Lukî (în ucraineană Луки) este un sat în așezarea urbană Nedrîhailiv din regiunea Sumî, Ucraina.

## Demografie
Componența lingvistică a localității Lukî
     Ucraineană (99,31%)
     Alte limbi (0,69%)
Conform recensământului din 2001, majoritatea populației localității Lukî era vorbitoare de ucraineană (99,31%), existând în minoritate și vorbitori de alte limbi.